# Ла Мола (Фрозиноне)
Ла Мола је насеље у Италији у округу Фрозиноне, региону Лацио.
Према процени из 2011. у насељу је живело 44 становника. Насеље се налази на надморској висини од 155 м.